# Bacillariophyceae
Bacillariophyceae – klasa glonów. Pierwotnie obejmująca wszystkie okrzemki, w niektórych późniejszych ujęciach jedynie jedną z ich grup.
Klasę Bacillariophyceae zdefiniował  Ernst Haeckel w 1878 roku i przez ponad wiek powszechnie obejmowała ona wszystkie taksony określane polską nazwą okrzemki. W niektórych ujęciach była jedyną klasą gromady Bacillariophyta. W 1990 roku Round i Crawford zaproponowali podział okrzemek na trzy klasy: Coscinodiscophyceae (okrzemki centryczne), Fragilariophyceae (okrzemki pierzaste bez rafy na pancerzyku) i  Bacillariophyceae (okrzemki pierzaste z rafą). W 2004 roku Medlin i Kaczmarska uznały, że różnice między okrzemkami pierzastymi rafowymi i bezrafowymi nie pozwalają na wyróżnienie ich jako równorzędnych grup i zaproponowały połączenie wszystkich w klasę Bacillariophyceae. Z kolei okrzemki centryczne podzieliły na Coscinodiscophyceae i Mediophyceae, ale te drugie uznały za bliższe pierzastym i połączyły z nimi w podgromadę Bacillariophytina.
Według opisu diagnostycznego Medlin i Kaczmarskiej są to okrzemki o symetrii dwubiegunowej, zwykle osiowej, z biegnącą przez środek okrywy rafą lub pseudorafą (sternum). Aparat Golgiego zwykle położony blisko jądra komórkowego. Budowa pirenoidu zróżnicowana, przy czym jest on połączony z tylakoidami. Rozmnażanie na drodze izogamii lub anizogamii. Dwubiegunowość wymuszona wzrostem auksospory, która ma po bokach peryzonium uniemożliwiające równomierny wzrost w symetrii promienistej. Wczesne stadia auksospory mogą zwierać płytki. Plemniki zachowują chloroplasty. Przyjmuje się, że przedstawiciele tej klasy wyewoluowali z form centrycznych.
W systemie AlgaeBase w 2024 roku przyjęto propozycję Medlin i Kaczmarskiej, a do klasy Bacillariophyceae włączano wówczas następujące taksony:
- podklasa Bacillariophycidae
  - rząd Achnanthales
  - rząd Bacillariales
  - rząd Cymbellales
  - rząd Dictyoneidales
  - rząd Lyrellales
  - rząd Mastogloiales
  - rząd Naviculales
  - rząd Surirellales
  - rząd Thalassiophysales
- podklasa Eunotiophycidae
  - rząd Eunotiales
- podklasa Fragilariophycidae
  - rząd Cyclophorales
  - rząd Fragilariales
  - rząd Licmophorales
  - rząd Protoraphidales
  - rząd Rhabdonematales
  - rząd Thalassionematales
- podklasa Urneidophycidae
  - rząd Koernerellales
  - rząd Plagiogrammales
  - rząd Rhaphoneidales
  - rząd Striatellales
- 483 gatunki incertae sedis